# 克魯奇峰

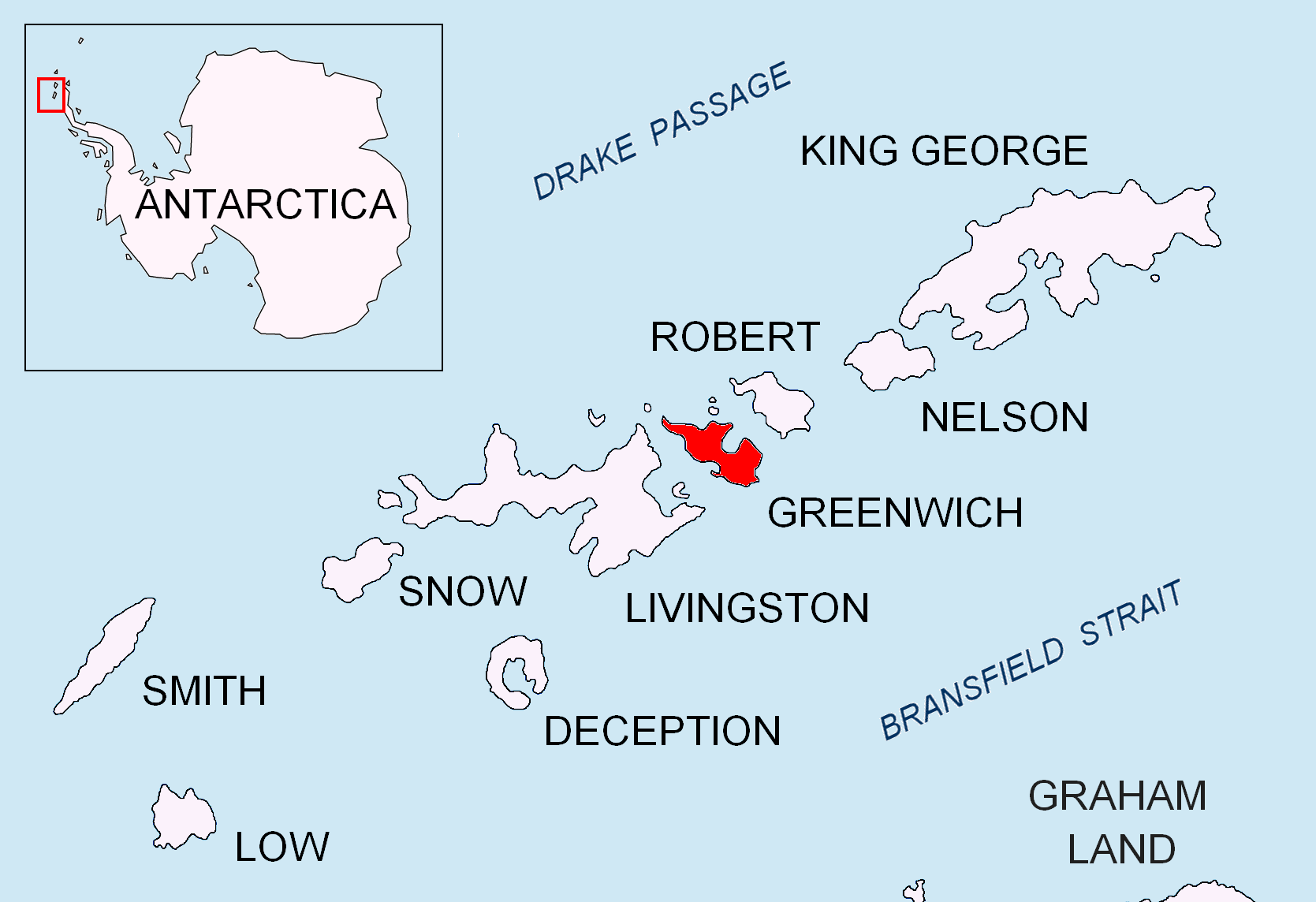

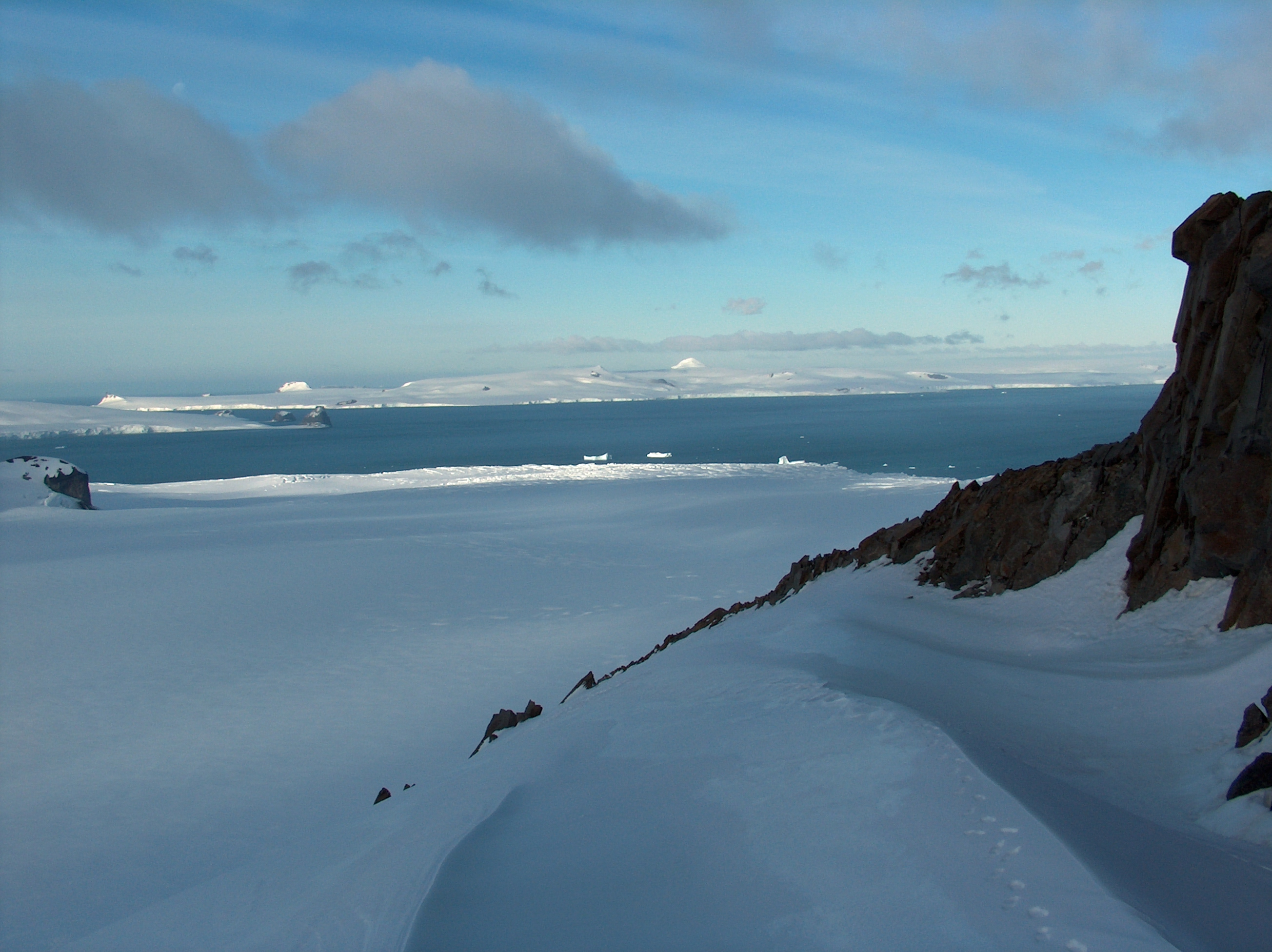

克魯奇峰（英語：Crutch Peaks）是南極洲的山峰，全長900米，海拔高度275米，處於米萊蒂奇角以南0.84公里、阿普里洛夫角西南面2.25公里、塞夫托波利斯峰西北面3.55公里、帕納久里什泰冰原島峰以北2.82公里、格雷夫斯峰以東2.67公里和赫拉巴冰原島峰以東1.19公里。

## 外部連結
- SCAR Composite Antarctic Gazetteer（页面存档备份，存于）.

62°27′12.7″S 59°56′15.1″W / 62.453528°S 59.937528°W